# Vattenhyacintssläktet
Vattenhyacintssläktet (Eichhornia) är ett växtsläkte i familjen vattenhyacintväxter med 7 arter från tropiska Amerika och Afrika.
Vattenhyacintssläktet innehåller ett- till fleråriga örter som växer i dy eller fritt flytande på vattenytan. Stjälkarna kan växa under vatten och sträcker sig då mot ytan, flytande arter har kort stjälk. Bladen sitter strödda eller rosettställda. Blomstjälkens blad är flytande eller sitter över vattenytan. Blommorna sitter i ett ax och de kan sitta upp till 30 tillsammans. Varje blomma är endast öppen en dag. Hyllebladen är till hälften sammanväxta från basen, de är trattlika, vanligen blå, lilarosa eller sällsynt vita. Ståndarna är sex, tre längre än de övriga. Pistillen är ensam. Frukten är en ofullständigt trerummig kapsel med 10-200 frön.
Släktet är uppkallat efter Johann A. F. Eichhorn (1779–1856), en preussisk statsman.